# ファンケルオープンin沖縄
ファンケルオープンin沖縄は1982年から2000年まで行われたゴルフトーナメントの一つである。

## 概要
1982年に大京を冠スポンサーとする「大京オープンゴルフトーナメント」として始まり、前年まで最終戦であった12月のゴルフ日本シリーズの後に試合が組まれた。後援競技とはいえ賞金総額2500万円と当時としては高額で、賞金ランクの対象試合であった。
第1回は1983年の日本シリーズ終了後も続いていた賞金ランク40位までのシード権争いの舞台となり、最終戦前に40位にいた秋富由利夫は3年前には僅か9万8000円差でシード権を逃した経験を持ち、同年もボーダーラインにいて、下位選手のターゲットとなっていた。約26万円差で41位の海老原清治は差を詰めることもなく予選落ちし、43位の船渡川育宏は決勝に進んだものの最後までもつれたシード権争いの3日目に4OBの85を叩いてしまう。42位の新関善美は15位タイで33万円上積みし、順位を一つ上げたものの、後一歩届かなかった。
シード入りには優勝しか残されていなかった横島由一は最終日を首位タイで迎えるが、最終組で一緒になったのは同郷の千葉県野田市出身、家も2〜3分の距離で家族ぐるみの付き合いという草壁政治であった。前年にシード権を失っていた草壁は僅か1年で返り咲きを決めていたが、「やりづらい」と何度も口にする横島は、インに入ってリズムを崩し4位に沈む。優勝した草壁は「実に複雑な心境ですね。横島が頑張って勝つのが一番だったんだろうけど……。でも僕としても手を抜くなんてできないし、2人揃って沈むのだけは嫌だった」と試合後、淡々と語り、1981年の長野県オープン以来となるツアー8勝目に控え目な笑顔を浮かべた。
毎年、最後までもつれるシード権争いの舞台となったが、1998年はDDI、1999年と2000年はファンケルがスポンサーとして行われた。
運営予算費用が限られたため2001年で休止し、2002年からは元々は毎年4月下旬に開催されていたアジアンツアー日本大会（2001年のみ「アジア・パシフィックゴルフ選手権競技大会」として開催）の「ダンロップオープン→キリンオープン」と合併。沖縄県が日本国本土復帰30周年を迎えたことを記念し、12月に日本ツアーとアジアンツアーの両団体が共同主催して装いを新たに「アジア・ジャパン沖縄オープンゴルフトーナメント」として開催されることとなった。

## 主な優勝者
大京オープン
- 1982年 - 青木功[2]
- 1983年 - 草壁政治
- 1984年 - 石井裕士
- 1985年 - 金井清一
- 1986年 - 尾崎健夫
- 1987年 - 杉田勇
- 1988年 - 藤木三郎
- 1989年 - 芹澤信雄
- 1990年 - 杉原輝雄
- 1991年 - 牧野裕
- 1992年 - 倉本昌弘
- 1993年 - 丸山智弘
- 1994年 - 加瀬秀樹
- 1995年 - フランキー・ミノザ（フィリピン）
- 1996年 - エドアルド・エレラ（コロンビア）
- 1997年 - 久保谷健一

DDIグループ沖縄オープン
- 1998年：田中秀道

ファンケル沖縄オープン
- 1999年：手嶋多一

ファンケルオープンin沖縄
- 2000年：片山晋呉